# میدن-درنته
میدن-درنته (به هلندی: Midden-Drenthe) یک شهرستان در هلند است که در درنته واقع شده‌است. میدن-درنته ۱۴ متر بالاتر از سطح دریا واقع شده‌است.